# NGC 2892
NGC 2892 је елиптична галаксија у сазвежђу Велики медвед која се налази на NGC листи објеката дубоког неба.
Деклинација објекта је + 67° 37' 3" а ректасцензија 9h 32m 52,8s. Привидна величина (магнитуда) објекта NGC 2892 износи 13,1 а фотографска магнитуда 14,1. NGC 2892 је још познат и под ознакама UGC 5073, MCG 11-12-15, CGCG 312-15, PGC 27111.